# Муха, Антон Иванович
Антон Иванович Муха (укр. Муха Антон Іванович; 7 января 1928, село Шебалино, Сибирский край — 19 июля 2008, Ворзель, Киевская область) — советский и украинский композитор, музыковед.

## Биография
Окончил Киевскую консерваторию по классу композиции Николая Вилинского, по классу оркестровки Бориса Лятошинского (1952), там же — аспирантуру (1955, руководитель Николай Вилинский).
Работал музыкальным редактором Киевской телестудии, старшим референтом Союза композиторов Украины.
С 1962 — научный (с 1991 года — ведущий) сотрудник ИИФЭ, 2002—2004 — зав. отдела, кандидат искусствоведения (1965, диссертация «Принцип программности в музыке»), доктор искусствоведения (1982), профессор (1993). Член Союза композиторов Украины.

## Сочинения
- Детский балет «Мечта» (либретто Л. Бондаренко, 1969)
- балет «Ивасик» (совместно с И. Виленским, 1972);
- Для симфонического оркестра:
  - «Симфония» (1956, вторая ред. 1959)
  - «Концертный вальс» (1954)
- Сюиты:
  - «Пионерский бал» (1960)
  - «Царевич и три врача» (1971)
- Симфоническая сказка «Про детей и взрослых» (1971)
- Для скрипки с оркестром:
  - Концерт («Юношеский», 1952, третья редакция — 1997)
- Для камерной оркестры:
  - «Маленькая сюита в старинном стиле» (1978)
  - «Полифонические вариации» (1978)
- Для оркестры народных инструментов:
  - «Протяжная» (1950, вар. для симфонического оркестра)
- Камерные произведения
- Обработки народных песен

Музыковедческие сочинения:
- Принцип программности в музыке. К., 1966;
- Симфонічний оркестр та його інструменти. К, 1967;
- Процесс композиторского творчества. К., 1979;
- Країна Симфонія. К., 1988;
- Композитори світу в їх зв’язках з Україною. К., 2000;
- Композитори України та української діаспори. — К.: 2004. — ISBN 966-8259-08-4
- статьи и разделы в коллективных трудах
- справочники ВКУ
- сборник «Музыканты смеются» («Весёлый камертон»)
- статьи, рецензии, редактирование работ.

## Награды
- Медаль «За трудовое отличие» (24 ноября 1960 года) — за выдающиеся заслуги в развитии советской литературы и искусства и в связи с декадой украинской литературы и искусства в гор. Москве[1].